# British National Party
British National Party (BNP) er et højreradikalt britisk politisk parti, grundlagt i 1982 af John Tyndall. Partileder har siden den 21. juli 2014 være Adam Walker, der overtog posten efter den tidligere mangeårige formand Nick Griffin.
Partiet opnåede en vis succes ved valg i England i 2008-2009, hvor BNP opnåede mere end 50 pladser i lokale byråd i England, herunder et enkelt mandat i London byråd, London Assembly, ligesom partiet fik valgt to mandater ved Europaparlamentsvalget 2009. Ved det seneste valg til det britiske parlament i 2010 opnåede partiet 1,9% af stemmerne, men opnåede ikke repræsentation i parlamentet. Partiet har dog efterfølgende oplevet vælgermæssig tilbagegang og besidder i dag blot to pladser i Engelske byråd. Ved Europaparlamentsvalget 2014 mistede partiet sin repræsentation i Europaparlamentet.
Indtil 2009 var det kun personer, der ansås som "hvide", der kunne melde sig ind i partiet. Denne bestemmelse blev dog ophævet efter, at der var anlagt sag mod partiet med påstand om, at forbuddet var i strid med anti-diskriminationslove.

## Partiets historie
British National Party blev stiftet i 1982 efter interne uenigheder i den engelske bevægelse British National Front, der to år tidligere havde medført en sprænging af bevægelsen. Uenigheder mellem John Tyndall og Martin Webster medførte, at Tyndall i 1980 etablerede New National Front, som Tyndall i april 1982 omdannede til British National Party med Tyndall som politisk leder.
British National Party etablerede i begyndelsen af 1992 gruppen Combat 18, der fik til formål at agere vagtværn ved arrangementer arrangeret af BNP. Combat 18 valgte tallet "18" i navnet for at symbolisere Adolf Hitlers forbogstaver, idet A og H er det første og ottende bogstav i alfabetet. Ved udgangen af 1992 havde BNP 2.000 medlemmer. I 1993 opnåede partiet succes ved at lokalvalg i London-bydelen Millwall, hvor Derek Beackon blev valgt med over en tredjedel af stemmerne. Ved udgangen af 1993 opstod brud mellem BNP og Combat 18, idet John Tyndall oplyste, at Combat 18 var blevet fjendtlige overfor partiet. Fjentligheden blev illustreret senere i 1994, da Combat 18 sendte en række brevbomber til ledende medlemmer af partiet. Combat 18's brevbomber mod BNP fortsatte de følgende år, og i 1997 blev der sendt tre brevbomber fra Danmark mod medlemmer af BNP.
John Tyndall havde tidligere anset Nick Griffin, tidligere medlem af National Front, som en rival, og havde nægtet Griffin medlemskab af British National Party. Men i 1994 tillod Tyndall, at Griffin blev optaget i partiet. Griffin blev redaktør af BNP's blad The Spearhead og at en anden publikation, det anti-semitiske The Rune.
Ved lokalvalg i 1997 og 1998 opnåede BNP beskeden tilslutning. I september 1999 stillede Nick Griffin op mod John Tyndall, og overtog magten i partiet. Efter overtagelsen af magten i partiet udsendte BNP et "manifest", hvis formål var at etablere partiet som et parti med flere mærkesager end de stærkt indvandringskritiske, ligesom manifestet blødte partiets holdninger op, idet partiet nu var indstillet på at bidrage økonomisk til "hjemsendelse" af ikke-briter.
Det lykkedes Griffin at skabe fremgang for partiet ved lokalvalg i 2008 og ved Europaparlamentsvalget i 2009, men fremgangen blev sat over styr i årene efter, hvor intern uro i partiet og kritik af Griffins lederskab førte til, at Griffin måtte trække sig som formand i 2014.

## Partiets politik
British National Partys politik er centreret om et ønske om at forbeholde Storbritannien for briterne, og partiets slogan er "Putting British people first".
Partiet går ind for at deportere alle illegale indvandrere og indføre et frivilligt system, som opmuntrer lovlige indvandrere til at forlade Storbritannien, ligesom sociale ydelser skal være forbeholdt britiske statsborgere. Partiet anser det for et indgreb i frihedsrettighederne, at der forefindes antidiskriminationslove, og vil derfor afskaffe disse.
Partiet er stærkt krtisk overfor EU og vil arbejde for en britisk udmeldelse af Unionen, ligesom partiet vil føre en langt mere USA-kritisk linje overfor amerikansk udenrigspolitik. Britiske tropper skal trækkes hjem fra Krigen i Afghanistan, og der skal indgås en aftale med de muslimske lande om, at disse "tilbagetager" muslimer, der i dag lever i Storbritannien mod, at Storbritannien vil afstå fra at blande sig i de muslimske landes indre anliggender.
British National Party ønsker en konsekvent linje over for kriminalitet, og ønsker strengere straffe samt indføre korporlig afstraffelse for mindre forbrydelser og indføre mulighed for dødsstraf for terrorister, pædofile og drabsmænd. Skolerne skal genindføre fysisk afstraffelse og skal lægge vægt på traditionelle indlæringsmetoder.
Partiet ønsker at føre en protektionistisk økonomisk politik. Der skal således ske en favorisering af britiske virksomheder, og en begrænsning af import fra udlandet. Britiske virksomheder, der flytter arbejdspladser til udlandet, skal pålægges særskatter, og nationale monopolvirksomheder skal nationaliseres uden erstatning til ejerne, bortset fra pensionsfonde og småsparere. Partiet ønsker endvidere at give britiske medarbejdere et medejerskab til de virksomheder, hvori de er ansat gennem indførelse af en art økonomisk demokrati.

## Eksterne links
- Wikimedia Commons har flere filer relateret til British National Party
- British National Party - Partiets hjemmeside